# 親子笑劇場電太郎一家
『親子笑劇場電太郎一家』（おやこしょうげきじょう でんたろういっか）は、1995年4月12日から2006年3月19日までの11年間に渡ってテレビ新広島で放送された中国電力提供のミニ番組。全525回。

## 概要
日常生活で役立つ電気の豆知識やサービスをドラマ仕立てで紹介していたミニ番組。
1995年4月12日から放送がスタートし、11年間に渡って放送されてきた。しかし同番組は2006年3月19日にとうとう最終回を迎えて放送が終了し、11年間の長い歴史に幕を下ろした。
後番組は『ENERGY CHARGE』（2006年4月 - 2008年9月放送）。

## 配役
- 中吉電太郎〈なかよしでんたろう〉（主人公）…阿藤海→阿藤快
- 中吉光代〈なかよしみつよ〉（妻）…清水由貴子
- 中吉明世〈なかよしあきよ〉（娘）…板倉香織
- 中吉力志〈なかよしつよし〉（息子）…小渡翔馬
- 中吉輝子〈なかよしてるこ〉（母）…高田敏江
- 平賀源太〈ひらがげんた〉[1]…（会社の部下；営業二課）…広田みのる
- 沢井友子〈さわいともこ[2]〉（会社の部下；営業二課）…栗栖美和
- 山本麗子〈やまもとれいこ〉[3]（会社の部下；営業一課[4]）…天野真木子
- 有田幸枝〈ありたゆきえ〉（骨董屋の女主人）…大島雅子
- ドラ猫のドラ〈どらねこのどら〉（友達）…フランクさな寅
- 川村祥子〈かわむらよしこ〉（近所の奥さん）…原谷智子
- 川村知恵〈かわむらちえ〉（近所の奥さんの娘）…廣政春奈
- 連二〈れんじ〉（主人公の親友）…斎藤洋介〔友情出演として出演〕（2004年4月）
- 省吉〈しょうきち〉（連二の息子［双子］）…峠木岳詩（2001年4月 - 2004年4月）
- 永吉〈えいきち〉（連二の息子［双子］）…峠木岳望（2001年4月 - 2004年4月）
- 寧々〈ねね〉（連二の娘）…信本紋佳（2001年4月 - 2004年4月）
- 堂珍嘉邦（後のCHEMISTRYメンバー）〔スーツ姿での出勤を新妻に道路まで見送ってもらう夫〕（1998年3月15日）[5]

## 主なロケ地
- 【職場】中国電力本社（広島市中区）
- 【自宅】洋光台団地（広島市南区）

### 住宅について
電太郎の自宅は、前半では南区の大河（おおこう）町の坂道の途中にあったが、途中で同じ南区の洋光台へ引っ越した。

## ネット局・放送時間
※終了時のもの
| 放送対象地域   | 放送局         | 系列           | 放送日時           | 備考       |
| -------------- | -------------- | -------------- | ------------------ | ---------- |
| 広島県         | テレビ新広島   | フジテレビ系列 | 日曜 21:54 - 22:00 | 製作局     |
| 島根県・鳥取県 | 山陰中央テレビ | フジテレビ系列 | 日曜 21:54 - 22:00 | 同時ネット |
| 山口県         | テレビ山口     | TBS系列        | 火曜 21:54 - 22:00 | 2日遅れ    |
| 岡山県・香川県 | 岡山放送       | フジテレビ系列 | 水曜 21:54 - 22:00 | 3日遅れ    |

## 備考
1. ↑  出演することはなかったが、てかり（漢字は不明）という娘がいる。また、子沢山の父という設定でもあった。
2. ↑  電太郎にはゆうこと間違えて覚えてられており、電太郎にゆうこと呼ばれる度に「ともこです」と注意する。
3. ↑  お局さんと呼ばれ、営業二課を度々偵察に来る設定。
4. ↑  友子の産休中は営業二課で勤務した。
5. ↑  デビュー前にADをしており、その時に出演した。台詞は終了間際にしかなかった。当番組は低予算のため、スタッフがエキストラ的に出演することがあったという。2005年にフジテレビの音楽番組『HEY!HEY!HEY! MUSIC CHAMP』出演時に放送され、あまりの大根役者ぶりに司会のダウンタウンに突っ込まれていた。